# Ganisa formosicola
Ganisa formosicola är en fjärilsart som beskrevs av Matsumura 1931. Ganisa formosicola ingår i släktet Ganisa och familjen Eupterotidae. Inga underarter finns listade i Catalogue of Life.